# Bruchsaler Post
Die Tageszeitung Bruchsaler Post erschien von 1949 bis 1953. Eine Zentralredaktion erstellte die Inhalte für die Post gemeinsam mit dem Reinischen Tagblatt in Philippsburg. Beide Zeitungen unterschieden sich nur durch den Zeitungskopf. 

## Geschichte
Nachdem in der amerikanischen Besatzungszone das System der Lizenzzeitungen aufgegeben wurde, entstanden eine Vielzahl neuer Zeitungen. In Bruchsal gründeten die Brüder Karl und Hans Kruse die Bruchsaler Post. Sie folgten damit dem Beispiel zahlreicher sogenannter Altverleger. Die Bruchsaler Post stand in Tradition zweier Zeitungen. Bis 1933 hatte der Vater Josef Kruse die Tageszeitungen Bruchsaler Neue Morgenpost und Rheinisches Tagblatt veröffentlicht. 1933 erfolgte die zwangsweise Zusammenlegung dieser beiden Zeitungen mit dem Bruchsaler Boten in der NS-Zeitung Neue Bruchsaler Zeitung.
Um gegen den wirtschaftlichen Vorsprung der ehemaligen Lizenzzeitungen bestehen zu können, setzten viele kleinere Verleger auf das Prinzip Kooperation statt Konzentration. Gemeinsame Redaktionen, Anzeigeringe und Druckzentren sollten die Selbstständigkeit sichern. Die Bruchsaler Post schloss sich dem Verbund Zentralredaktion Süddeutscher Heimatzeitungen an. Dieser lieferte für die auflagenschwachen Mitglieder einen allgemeinen redaktionellen Teil für Politik und Wirtschaft.
Die Zeitung stellte nach dem Tod eines ihrer Herausgeber, Hans Kruse, am 30. April 1953 die Veröffentlichung ein und wurde von den Badischen Neuesten Nachrichten übernommen.